# 949
سنة 949 م كانت سنة بسيطة تبدأ يوم الإثنين (الرابط يظهر نموذج التقويم الكامل للسنة) من التقويم اليولياني.

## وفيات
- عماد الدولة الديلمي
- أبو الحسن المصري
- أبو عبد الله المعدل